# La Piarre
La Piarre é uma comuna francesa na região administrativa da Provença-Alpes-Costa Azul, no departamento de Altos-Alpes. Estende-se por uma área de 21,67 km² e, segundo os censos de 1999, possui 63 habitantes e uma densidade de 2 hab/km².